# Osmia inermis
Osmia inermis (лат.) — вид пчёл рода осмии из трибы Osmiini семейства Мегахилиды. Северная Америка, Северная Евразия.

## Распространение
Голарктика: Канада, США (от Аляски до Калифорнии), Европа (от Испании до Швеции), Россия, Китай

## Описание
Длина около 1 см. Самки отличаются слегка острым углом или зубцом в срединной части вентрального края мандибул. Основная окраска коричнево-чёрная. Посещают цветы растений из семейств Fabaceae, Ericaceae, включая Lotus corniculatus, Ajuga reptans и Vaccinium myrtillus. Гнездятся под камнями. Жвалы трёхзубые. Лицо слегка длиннее чем расстояние между глазами сверху. Глаза конвергентные снизу; латеральные оцеллии почти на равном расстоянии от глаза и края вертекса, чуть ближе друг к другу; клипеус широко выпуклый, апикальный край сравнительно выступающий. Опушение головы, груди и базального абдоминального тергита брюшка желтовато-белое и белое на базальных сегментах ног, но чёрное на голенях и лапках. Опушение 3-5 абдоминальных тергитов чёрное и отстоящее. Среди клептопаразитов в гнёздах пчёл в Шотландии отмечена оса-блестянка Chrysura hirsuta (Chrysididae).
Вид был впервые описан в 1838 году шведским энтомологом Иоганном Цеттерштедтом (1785—1874) первоначально под названием Anthophora (Osmia) inermis Zetterstedt, 1838. Валидный статус вида был подтверждён в ходе ревизии неарктических таксонов рода американскими энтомологами Молли Райтмиер, Терри Грисволдом (Molly G. Rightmyer, Terry Griswold, USDA-ARS Bee Biology and Systematics Laboratory, Utah State University, Logan UT, США) и Майклом Ардусером (Michael S. Arduser, Missouri Department of Conservation, Миссури, США). Вид Osmia inermis сходен с видами Osmia ishikawai, Osmia parietina и Osmia uncinata.